# José Pedro Varela

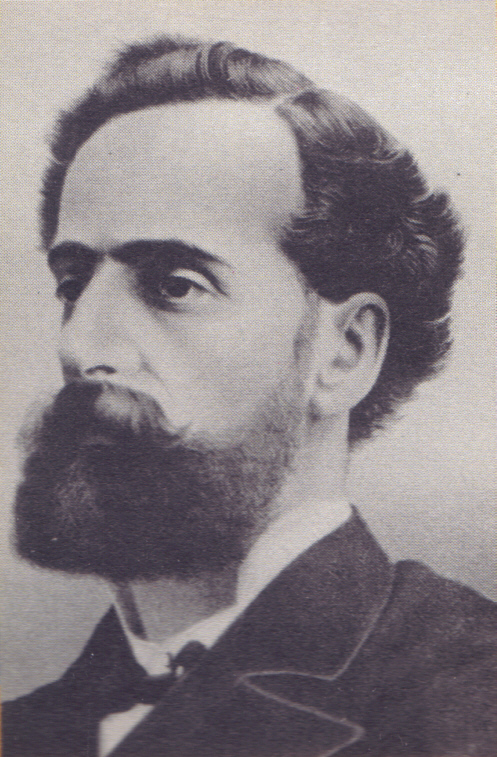
José Pedro Varela

José Pedro Varela (* 19. März 1845 in Montevideo; † 24. Oktober 1879 ebenda) war ein uruguayischer Politiker, Soziologe, Schriftsteller und Journalist.
In der Zeit der Regierung von Lorenzo Latorre nahm Varela 1876 das Amt eines Direktors für Öffentliche Unterweisung (Director de Instrucción Pública) an und legte ein Gesetzesvorhaben vor, mit dem der Staat Uruguay ein laizistisches und obligatorisches öffentliches Schulwesen einführte sowie zugleich die dafür notwendigen Institutionen schuf. Dieses Projekt wurde mit Gesetz vom 24. August 1877 (Decreto Ley de Educación Común) festgeschrieben. Das gesamte Vorhaben wird auch als Valera’sche Reform (Reforma Vareliana) bezeichnet.
Zu Ehren Varelas existiert im montevideanischen Stadtteil Pocitos am Bulevar Artigas, Ecke Avenida Brasil, mit der Plaza Varela ein nach ihm benannter Platz, auf dem sich ein Denkmal mit seiner Statue befindet.